# Mineral Point
Mineral Point ist eine Ortschaft mit dem Status einer City im Iowa County im Süden des US-Bundesstaates Wisconsin. Die Stadt ist Bestandteil der Metropolregion Madison.

## Demografie
Laut United States Census 2000 hat Mineral Point 2.617 Einwohner.

## Lage
Mineral Point liegt im Süden des Iowa County. Der U.S. Highway 151 verläuft westlich an dem Ort vorbei. Die Entfernung zu Madison, der Hauptstadt Wisconsins, beträgt etwa 72 km.

## Geschichte
Mineral Point erhielt seinen Namen von den ersten Siedlern, die wegen des so genannten mineral oder lead rush (zu deutsch etwa: „Bleirausch“) in die Region des heutigen Ortes kamen. Der Punkt, der östlich vom heutigen Ort liegt und an dem erstmals Blei gefunden worden war, wurde so zum Mineral Point. Von dauerhafter Besiedlung kann ab dem Jahr 1827 gesprochen werden. 1829 wurde Mineral Point zum County Seat des neu gegründeten Iowa County.
Wegen der Bleivorräte strömten zunächst ganze Einwandererfamilien aus England (besonders Cornwall), Irland und Deutschland nach Mineralpoint ein. Diese Entwicklung änderte sich als 1848 der Goldrausch in Kalifornien die
Bergarbeiter westwärts zog, um dort nach Gold zu graben. Ein weiterer Einwanderungsboom entwickelte sich durch die Entdeckung, dass Zinkcarbonat, das man bis dahin nur für ein wertloses Nebenprodukt bei der Bleigewinnung gehalten hatte, viel metallisches Zink enthielt. Die Mineral Point Railroad, die ab 1857 eingesetzt wurde, um Zinkerz, das zur Zinkoxidherstellung gebraucht wurde, herbeizuschaffen, kurbelte auch den Handel in Mineral Point an. 1870 erreichte der Ort mit 3.275 seine höchste Einwohnerzahl. 1882 war die Mineral Point Zinc Co. gegründet worden, die schon 1892 die größte Zinkoxid herstellende Fabrik in den gesamten Vereinigten Staaten war. Die letzte Zinkmine wurde 1979 geschlossen und damit auch die Mineral Point Zinc Co. In der Zwischenzeit sind Landwirtschaft und Tourismus zu größeren wirtschaftlichen Faktoren geworden. Die Bergbauvergangenheit spiegelt sich heute noch im Stil der erhaltenen Gebäude wider. Daher wurde Mineral Point 1971 zum ersten Ort Wisconsins, der in das National Register of Historic Places aufgenommen wurde.

## Sonstiges
Mineral Point hat eine Städtepartnerschaft mit Redruth in Cornwall.

## Weblink
- Website der Mineral Point Historical Society